# (1575) Winifred
(1575) Winifred est un astéroïde de la ceinture principale, découvert le 20 avril 1950 à l'observatoire Goethe Link près de Brooklyn, dans l'Indiana. 
Il est nommé d'après Winifred Sawtelle (en), travaillant à l'observatoire naval des États-Unis. Il a une magnitude absolue de 12,3.